# Paradexamine jindoensis
Paradexamine jindoensis is een vlokreeftensoort uit de familie van de Dexaminidae. De wetenschappelijke naam van de soort is voor het eerst geldig gepubliceerd in 2008 door Kim & Lee.